# بیگانه‌خوار

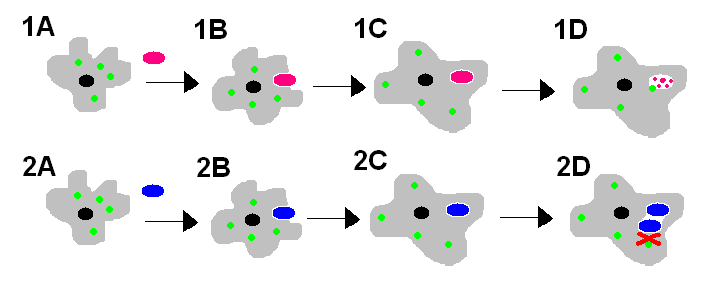
روند بیگانه‌خواری

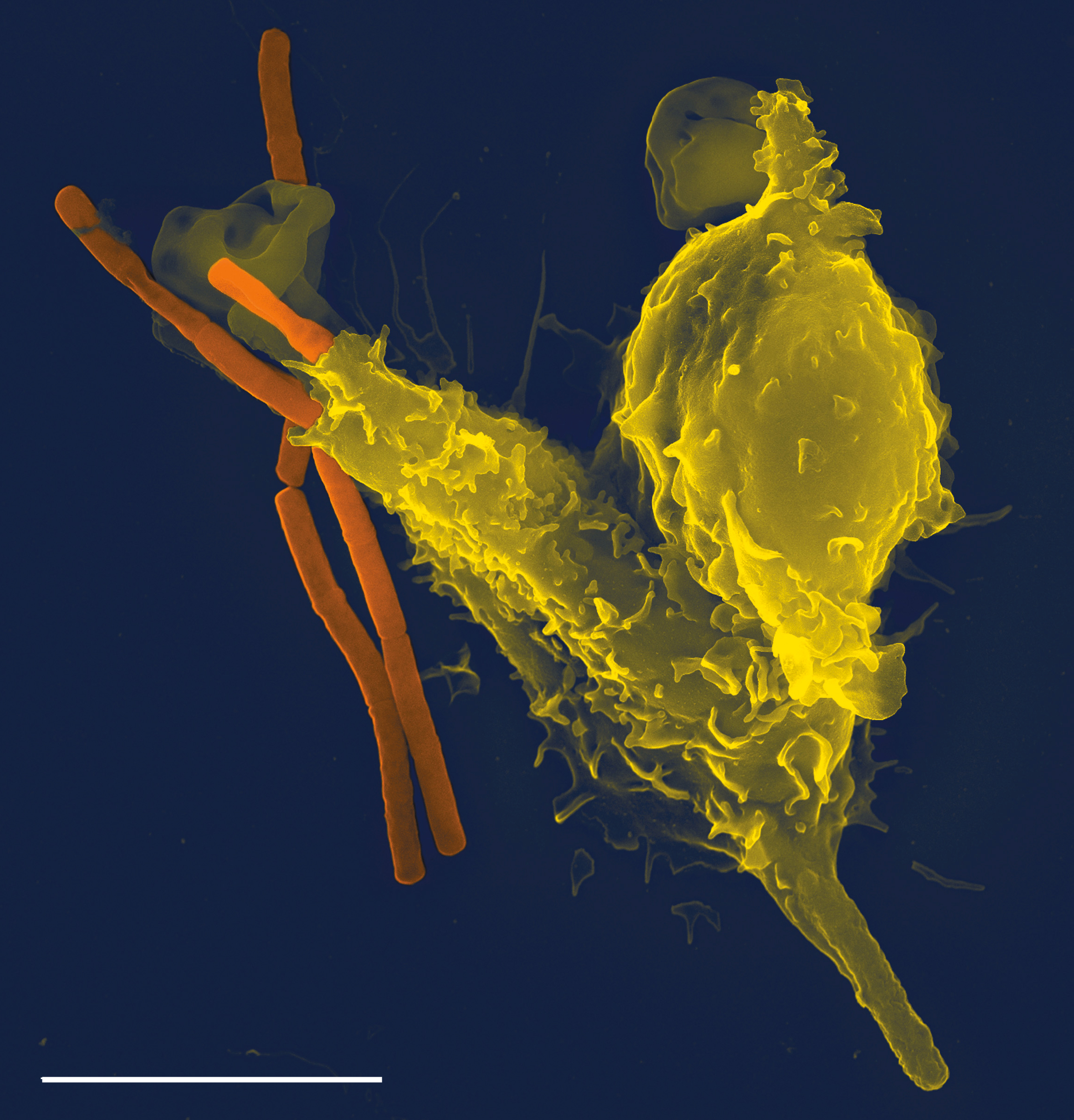
تصویر میکروسکوپ الکترونی از نوتروفیل در حال فاگوستوزی باسیل آنتراکس (نارنجی)

بیگانه‌خوارها، فاگوسیت‌ها، یا ذره‌خوارها (به انگلیسی: phagocytes) سلول‌هایی هستند که بخشی از دستگاه ایمنی بدن را تشکیل می‌دهند. این سلول‌ها توانایی بیگانه‌خواری دارند؛ یعنی می‌توانند پاتوژن‌ها یا سایر سلول‌ها و مولکول‌های بیگانه، و نیز اجزای سلولی فرسوده را بلعیده و سپس هضم کرده و از بین ببرند. بیگانه‌خوارها در عفونت‌ها و پاسخ التهابی بدن نقش اساسی دارند.
اولین بار این سلول‌ها توسط ایلیا مچنیکو دانشمند روسی که برند جایزه نوبل فیزیولوژی پزشکی هست، کشف شد.
بیگانه‌خوارها می‌توانند با تغییر شکل در غشاء سلولی خود پای کاذب ایجاد کنند، و به این ترتیب دور سلول‌های بیگانه را احاطه کرده و آن‌ها را در واکوئل سیتوپلاسم خود محبوس کنند. آنگاه، لیزوزوم‌های آن آنزیم‌های لازم برای هضم سلول بیگانه را ترشح کرده و آن را از بین می‌برند.
بیگانه‌خوارها عبارت اند از درشت‌خوارها، نوتروفیل‌ها و ماستوسیت‌ها و یاخته‌های دارینه ای.
بلع و هضم میکروارگانیسم‌ها توسط دو گروه اصلی از سلولها تحت عنوان میکروفاژها و ماکروفاژها (Microphage & Macrophage) انجام می‌گیرد.
میکروفاژها نوتروفیلهای چند هسته‌ای هستند که قابل تقسیم شدن نبوده و دارای عمر کوتاهی هستند.
این سلولها دارای گرانولهایی هستند که حاوی تعداد زیادی از فاکتورهای Bacteriocidal (کشنده باکتری) و ذخیره گلیکوژن می‌باشند. گلیکوژن تحت شرایط بی هوازی در مسیر گلیکولیز به مصرف می‌رسد و انرژی لازم جهت فعالیت بیگانه خواری را فراهم می‌کند.
ماکروفاژها از منوسیتهای مغز استخوان حاصل می‌شوند و تحت عنوان سیستم رتیکولواندوتلیال در بافتهای مختلف جایگزین می‌گردند. برخلاف سلولهای پلی مورف، ماکروفاژها، دارای عمر طولانی هستند و دفاع اصلی را در برابر باکتریهای چرک زا (pyogenic) بعهده دارند. بیگانه خوارها در دومین خط دفاعی بدن نقش دارند.